# Valéry Gazoukine
Valéry Gazoukine (Валерий Газукин) est un artiste peintre russe né à Tchkalov en 1951. Il appartient au groupe d'artistes d'Orenbourg dit « Académie Sadky ».

## Biographie
Élève à Leningrad de l'Institut Guertsen, puis de la faculté d'art graphique dont il sort diplômé en 1974, Valéry Gazoukine est membre de l'Union des peintres d'URSS à partir de 1980.
Si Gérald Schurr perçoit en son œuvre « une palette fauve et une construction issue de l'écriture cubiste », si Jean-Pierre Delarge constate que « dans des couleurs vives, chaudes et froides, il compose des scènes faites de figures totalement géométrisées », Claude Robert dresse de Valéry Gazoukine le portrait plus radical d'un « iconoclaste du réalisme socialiste qui s'emploie à faire s'effondrer les dernières citadelles de l'art académique. Le visage glabre cerné de fines lunettes aux montures d'acier, grand et fortement charpenté, il est ce que l'on appelle une force de la nature. Plein de vitalité, ayant de la sève à revendre, il peint comme d'autres jettent des bombes pour s'affirmer face à une société à laquelle il entend s'opposer sur tous les plans ».
C'est dans cet état d'esprit que Valéry Gazoukine appartient à l'« Académie de Sadky » - groupe d'artistes d'Orenbourg ayant ainsi pris le nom du village où, au bord de la mer d'Azov, ils se rendent régulièrement - au sein de laquelle on relève notamment à ses côtés les noms de Guennadi Glakhteev (1939-), la compagne de celui-ci faisant figure d'égérie du groupe Irina Makarova (1950), Anton Vlassenko (1940), Vladislav Emerenko, (1941), Galina Rezanova (1936-) et Alexandre Khanine (1955-2013),.

## Expositions

### Expositions personnelles
- Expositions non datées : rétrospectives personnelles à Orenbourg et Tallinn[1].

### Expositions collectives
- Joël Millon et Claude Robert, Les peintres de l'Oural - L'art clandestin, Hôtel Drouot, 16 février et 30 mars 1992.

## Citations

### Dits de Valéry Gazoukine
- « J'ai toujours rêvé non pas de ressusciter mais au moins d'effleurer le niveau de réalisation de mes ancêtres dont la haute maîtrise artistique et la grandeur d'âme me subjuguent. Mon tempérament me permet de me servir de la couleur et je considère justement que la couleur, dans les arts plastiques, est ce qu'il y a de plus efficace et de plus expressif. Cependant, la langue de la couleur dépend d'une certaine tournure d'esprit? En effet, dans le monde de la couleur, l'espace est différent, il coopère avec le temps de façon insolite par rapport à ce que nous nous représentons habituellement. C'est pourquoi l'étude des lois de la nature et l'amour de la philosophie donneront au peintre la solution des mystères de la vie et lui permettent d'élargir sa vision du système de l'univers. » - Valéry Gazoukine[4]

### Réception critique
- « En étudiant les icônes, il découvre en même temps la puissance suggestive du trait et la portée de la couleur pure employée en aplat, prise dans un cerne qui l'isole et en accroît l'intensité… Il module la couleur en glacis légers, laissant jouer par en-dessous la blancheur de la toile… Gazoukine, dans ses variations, est plus harmonique et rythmique que mélodique. Ses tableaux sont en grande partie traités à partir d'une note fondamentale de bleu, de rouge, de jaune, et de diverses graduations, de même qu'il rythme en diagonales routes et chemins… Mathématicien de la couleur, la construction et la perspective sont si nettement accusées qu'il s'en dégage une certaine dissonance. Des tableaux comme L'apôtre Paul, où le thème religieux apparaît, sont élaborés techniquement avec des contours rigoureux. » - Claude Robert[4]

## Collections privées
- Andrew Vigodny (1913-2008), Monaco, Portrait fauve, huile sur carton 40 × 40 cm[6].